# Battaglia di Huarina
La battaglia di Huarina fu un conflitto combattuto nel 1547 tra la Nuova Castiglia ed il vicereame del Perù, nel corso della conquista dell'impero Inca.

## Storia
Dopo aver cacciato il governatore del Vicereame del Perù nominato dal re, Blasco Núñez Vela, ed averlo sconfitto ed ucciso durante la battaglia di Añaquito, Gonzalo Pizarro mise insieme un esercito di 1200 uomini per poter reclamare il regno del Perù, una volta appartenuto a lui ed ai suoi fratelli. Il nuovo viceré, Pedro de la Gasca, approdò in Perù nel 1547, ed un contingente delle sue truppe, guidate da Diego Centeno, venne duramente sconfitto a Huarina da Francisco de Carvajal (soprannominato Demone delle Ande, per il suo comportamento nei confronti dei nativi peruviani durante la sua ricerca di gloria e potere).
Centeno riuscì a ritirarsi unendosi poi alle forze di la Gasca. Alla fine il viceré riuscì a vincere, ed il 9 aprile 1548 gli uomini di Pizarro vennero sconfitti nella battaglia di Jaquijahuana.